# Blue Diamonds
«Голубые Бриллианты» (англ. Blue Diamonds) — пилотажная эскадрилья филиппинских Военно-воздушных сил. Базируется на авиабазе Баша. Пилотаж выполняла на истребителях F-5. Всего в авиапарке группы состоят двенадцать F-5 Freedom Fighter.

## История
Эскадрилья была сформирована в 1953 году и получила самолёты P-51D «Мустанг». Реактивная эпоха группы началась в 1959 году, когда группа получила самолёты F-86. В 1959 году группа выступила на дне китайской авиации 1 августа вместе с американской группой «Буревестники» на территории КНР. В 1970-х годах на Филиппинах разгорелся кризис, и в 1976 году группа была расформирована. Через десять лет группа была воссоздана, получив самолёты F-5. В 2005 году деятельность группы была приостановлена и на сегодняшний момент она находится в состоянии консервации и ожидания получения новых современных самолётов. Среди типов самолётов рассматриваемых для приобретения такие как F-16, F/A-18 Hornet, Кфир, Mirage 2000 и JAS 39 Gripen.